# Saint-Caradec-Trégomel
Saint-Caradec-Trégomel är en kommun i departementet Morbihan i regionen Bretagne i nordvästra Frankrike. Kommunen ligger i kantonen Guémené-sur-Scorff som tillhör arrondissementet Pontivy. År 2022 hade Saint-Caradec-Trégomel 468 invånare.

## Befolkningsutveckling
Antalet invånare i kommunen Saint-Caradec-Trégomel
| Referens: INSEE |